# Montmaurin
Montmaurin település Franciaországban, Haute-Garonne megyében. Lakosainak száma 192 fő (2022. január 1.). Montmaurin Blajan, Larroque, Lespugue, Nizan-Gesse és Sarremezan községekkel határos.

## Népesség
A település népességének változása:
| Lakosok száma | 178  | 225  | 205  | 212  | 211  | 210  | 210  | 201  | 197  | 192  |
|               | 1968 | 1982 | 1990 | 2006 | 2013 | 2015 | 2017 | 2019 | 2020 | 2022 |